# Peter Cvi Malkin
Peter Cvi Malkin (hebrejsky צביקה מלחין‎, Cvika Malchin; 27. května 1927, Żółkiewka – 1. března 2005, New York) byl izraelský agent a příslušník Mosadu, který se proslavil svou účastí na únosu Adolfa Eichmanna.

## Biografie
Narodil se Zolkiewce v Polsku. V roce 1936 emigroval se svou rodinou před narůstajícím antisemitismem (jeho sestra a její tři děti, které, společně s dalšími 150 příbuznými v Polsku zůstali, zahynuli při holokaustu).
Ve 12 letech se v Palestině zapojil do podzemní činnosti a v roce 1950 byl přijat do Šin Bet jako specialista na trhaviny. Poté přešel do Mosadu, ve kterém strávil 27 let; nejprve jako řadový agent, později jako šéf operací. V této pozici se zúčastnil nejslavnějších operací izraelských zpravodajských služeb. Bylo to např. polapení Jisra'ele Beera, sovětského špióna, podílel se i na operaci proti bývalým nacistickým raketovým vědcům, kteří v Egyptě pomáhali s vývojem nových zbraní. Nejslavnější Malkinovou operací byl únos Adolfa Eichmanna z Argentiny do Izraele. Byl to právě on, kdo poklepal na Eichmannovo rameno a řekl známou větu: „Okamžik, pane“ a poté ho povalil na zem a vtáhl do připraveného automobilu.
Po odchodu do penze v roce 1976 se P. Malkin začal věnovat malířství, což byla u Mosadu jeho krycí profese. Také napsal pět knih a pracoval i jako soukromý bezpečnostní poradce. Zbytek svého života strávil v New Yorku. Byl ženatý, jeho manželka se jmenovala Roni a měli spolu tři děti.
O své účasti na únosu A. Eichmanna napsal Malkin knihu Eichmann in my Hands.